# Андське співтовариство
Андське співтовариство (група, пакт; ісп. Comunidad andina, CAN, або англ. Andean Community of Nations, ACN) — регіональне соціально-економічне співтовариство країн Латинської Америки: Болівія, Колумбія, Еквадор і Перу. Створено в результаті підписання Картахенської угоди від 26 травня 1969 року.